# Wall (Staffordshire)
Pour les articles homonymes, voir Wall.
Wall est un village et une paroisse civile du Staffordshire, en Angleterre.